# 市来町
市来町（いちきちょう）は、かつて鹿児島県にあった町。日置郡に属した。
2005年10月11日、隣接する串木野市と新設合併しいちき串木野市が発足したため消滅した。

## 地理
薩摩半島の北西端にあり、吹上浜砂丘の北端に位置している。町域は北東から南西に細長くなっている。
町名は古代市来院の西半分を占めていたことに由来しており、町村制施行により西市来村であったが、町制施行の際に市来町に改称した。また、同じく市来院に属していた部分の東半分は東市来村となり、後に東市来町となった。
- 山：重平山

### 大字
町村制施行時（1889年）に江戸期の村は大字となり大里、川上が成立した。また湊村の区域は湊町及び大字湊に分割された。大字湊は1911年（明治44年）に湊町に編入され、廃止時の市来町は大里、川上、湊町の3大字から構成されていた。それらは現在のいちき串木野市大里、川上、湊町一丁目から湊町四丁目、湊町にあたる。

## 歴史
- 1889年（明治22年） - 町村制が施行され、市来郷のうち大里村及び川上村、湊村の区域より西市来村が成立。
- 1930年（昭和5年）4月1日 - 町制施行、市来町となる。
- 2005年（平成17年）10月11日 - 串木野市と合併、いちき串木野市が発足。同日市来町廃止。

## 行政

### 町村長
西市来村長
- 3代 海江田平治

市来町長
- 大久保幸夫

## 地域

### 高等学校
- 鹿児島県立市来農芸高等学校

### 中学校
- 市来町立市来中学校

### 小学校
- 市来町立市来小学校
- 市来町立川上小学校

## 交通

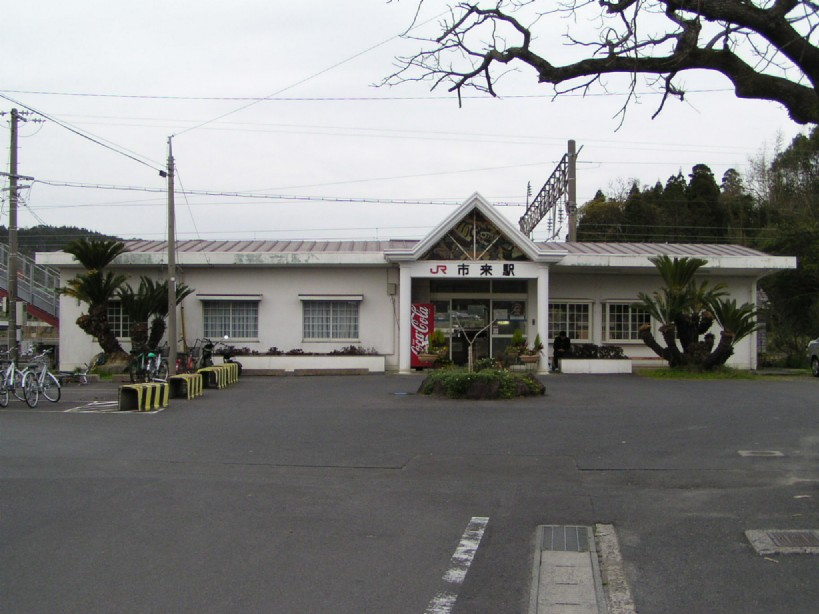
市来駅

- 最寄り空港は鹿児島空港

### 鉄道
- 九州旅客鉄道（JR九州）
  - 鹿児島本線
    - 市来駅

### 道路

#### 高速道路
- 南九州西回り自動車道
  - 市来インターチェンジ

#### 国道
- 国道3号
- 国道270号